# Kreisonema nandi
Kreisonema nandi is een rondwormensoort uit de familie van de Achromadoridae. De wetenschappelijke naam van de soort is voor het eerst geldig gepubliceerd in 1969 door Khera.